# Apatura schrenckii
Apatura schrenckii is een vlinder uit de familie van de Nymphalidae. De wetenschappelijke naam van de soort is voor het eerst geldig gepubliceerd in 1859 door Édouard Ménétries.